# Maria Gracia Figueroa
María Gracia Figueroa là một người mẫu Peru và một thí sinh của cuộc thi đại diện cho đất nước của mình tại giải Hoa hậu Quốc tế 2013 được tổ chức tại Tokyo, Nhật Bản vào ngày 17 tháng 12 năm 2013. Cô cũng giành được danh hiệu Hoa hậu Trái Đất Peru 2011 và Hoa hậu Teen Hoàn vũ Peru 2009.

## Hoa hậu Quốc tế Peru 2013
Figueroa được chỉ định bởi Tổ chức Hoa hậu Quốc tế Peru đại diện cho đất nước tham gia cuộc thi sắc đẹp Hoa hậu Quốc tế 2013 diễn ra vào ngày 17 tháng 12 tại Shinagawa Prince Hotel Hall ở Tokyo, Nhật Bản.

## Hoa hậu Trái Đất Peru 2011
Figueroa thi đấu và giành chức vô địch Hoa hậu Trái Đất Peru 2011 vào ngày 20 tháng 8 năm 2011 được tổ chức tại Bảo tàng Pedro de Osma, ở quận Barranco, thành phố Lima.
Cô đại diện cho Peru tham dự cuộc thi Hoa hậu Trái Đất 2011 tại Manila, Philippines (ngày 3 tháng 12 năm 2011) và giành được hai danh hiệu: vương miện của Hoa hậu Pagudpud, một danh hiệu được đưa ra bởi những người dân thành phố cùng tên và Hoa hậu Áo tắm.

## Hoa hậu Teen Hoàn vũ Peru 2009
Figueroa, người đại diện cho bang Tumbes, đã thi đấu và chiến thắng trong cuộc thi Hoa hậu Teen Hoàn vũ Peru 2009. Cô được trao vương miện và nhận được vương trượng từ Lorerei Cornejo, Hoa hậu Teen Hoàn vũ 2008. Sự kiện này được tổ chức tại Odria Fundo de Surco và tham gia của 23 ứng cử viên. Cô chỉ mới 18 tuổi vào thời điểm diễn ra cuộc thi.